# The Damned (film, 2024)
The Damned je koprodukční filmový horor z roku 2024, který režíroval Thordur Palsson. Scénář napsal Jamie Hannigan podle Palssonova námětu. V hlavní roli se představila Odessa Youngová jako vdova z 19. století, která stojí před mučivým rozhodnutím poté, co během kruté zimy hrozí, že ztroskotání lodi zcela vyčerpá omezené zásoby její vesnice. Dále hrají Joe Cole, Rory McCann, Lewis Gribben a Turlough Convery.
Mezinárodní koprodukční film, který vznikl ve spolupráci Velké Británie, Islandu, Irska, Belgie a Spojených států, financovala a produkovala společnost Elation Pictures ve spolupráci s Wild Atlantic Pictures, Netop Films a Ley Line Entertainment. Natáčení probíhalo na Islandu v roce 2023.
The Damned měl premiéru na filmovém festivalu Tribeca 6. června 2024. Ještě před premiérou získala severoamerická distribuční práva společnost Vertical Entertainment, která plánovala uvedení v kinech ještě téhož roku. Film byl nakonec v USA uveden do kin 3. ledna 2025, přičemž získal pozitivní recenze a v pokladnách kin utržil 1,3 milionu dolarů.

## Děj
V 19. století vede mladá vdova Eva odlehlou zimní rybářskou stanici v arktickém zálivu, kterou zdědila po svém manželovi, jenž zemřel při ztroskotání u skal zvaných „Zuby“. Zásoby docházejí a posádka je nucena jíst návnadu. Když v blízkosti ztroskotá loď, Eva se rozhodne nepomoci přeživším kvůli nedostatku potravin.
Později se z vraku vyplaví sud se slaninou. Eva vede výpravu, která najde lampový olej a kořalku, ale čelí útoku přeživších. Při potyčce zemře kormidelník Ragnar. Po návratu začínají podivné události – mrtvola na břehu má v těle živé úhoře. Posádku ovládá strach z draugra – severské nemrtvé bytosti.
Skupině se daří ulovit ryby, ale ty záhadně zmizí. Helga, která věří na draugra, se ztratí. Její stopy vedou k prázdné rakvi. Paranoia roste, členové posádky se dostávají do konfliktu a umírají. Eva se rozhodne čelit hrozbě přímo.
Při honu za draugrem umírá další člen posádky a Helga je nalezena zmrzlá. Poslední přeživší Daníel je posedlý a zabije se. Eva se střetne s děsivým draugrem, kterého postřelí a upálí spolu s chatou.
V závěru se ukáže pravda – draugr byl ve skutečnosti přeživší námořník, který na Evu mluvil baskicky a prosil o milost. Eva mu nerozuměla, zastřelila ho, vzala jeho hodinky a zapálila ho.